# Johannes Gerloff (Botaniker)
Johannes Hermann Gerloff (* 26. Februar 1915; † 6. Dezember 2000) war ein deutscher Botaniker, der sich vor allem mit einzelligen Pflanzen („Algen“) befasste. Er gilt als Pionier im Einsatz der Transmissionselektronenmikroskopie (TEM) bei der Erforschung von Kieselalgen. Gerloff wirkte als Kurator der Algen-Herbariums am Botanischen Museum Berlin-Dahlem der Freien Universität Berlin und leitete dieses kommissarisch von 1976 bis 1978. Sein botanisches Autorenkürzel lautet „Gerloff“.

## Leben
Johannes Gerloff schloss sein Studium 1940 mit einer Doktorarbeit über die Variationsbreite der Morphologie von Chlamydomonas-Kulturen ab. 1944 veröffentlichte er als erster TEM-Aufnahmen von Kieselalgen und wurde damit zu einem Pionier dieser Technik in seinem Arbeitsgebiet.
1956 wurde er Kurator am Botanischen Museum Berlin-Dahlem und betreute die Sammlung der Algenpräparate. Seit 1965 war er als Lehrbeauftragter an der Freien Universität tätig. 1972 wurde er Professor an der FU, der das Museum angegliedert ist. 1976 übernahm er zudem die kommissarische Leitung des Museums und des angeschlossenen Botanischen Gartens. Ein Jahr später wurde er emeritiert.

## Forschung
Während seiner Arbeit beschäftigte er sich vor allem mit dem Formenreichtum der Kieselalgen und publizierte 1974 und 1977 mehrere Teile seines Werks Diatomeenschalen im elektronenmikroskopischen Bild. Einen weiteren Fokus seiner Arbeit stellte die Fortführung der Arbeiten von Willy Krieger an den Zieralgen (Desmidales) und dort vor allem die Gattung Cosmarium dar. Auch marine und limnische Makroalgen stellten einen wesentlichen Schwerpunkt dar und wurden von ihm und seiner Kollegin Ursula Geissler erstmals 1984 in die Roten Listen der gefährdeten Arten der DDR und Berlins eingearbeitet.
1959 gründete Gerloff gemeinsam mit Fritz Mattick die Zeitschrift Nova Hedwigia, die sich auf die Forschung an Kryptogamen wie Moose, Flechten, Pilze und Algen konzentrierte. Er war zudem einer der Hauptakteure und -editoren bei der Neu-Einführung der von Adolf Pascher gegründeten Ausgaben der Süßwasserflora von Mitteleuropa.
Gemeinsam mit verschiedenen Kollegen war Gerloff Erstbeschreiber mehrerer Arten der Kieselalgengattung Navicula. Dabei handelte es sich um die Arten  Naviluca diabolica 1963, Navicula tubulifera 1964 sowie Navicula mujibensis und Navicula palestinae 1985. Nach ihm benannt wurden die Arten Chlamydomonas gerloffii, Chloromonas gerloffii, Cladophoropsis gerloffii, Codium gerloffii, Navicula gerloffii und Thalassiosira gerloffii.